# Kirchnerismo

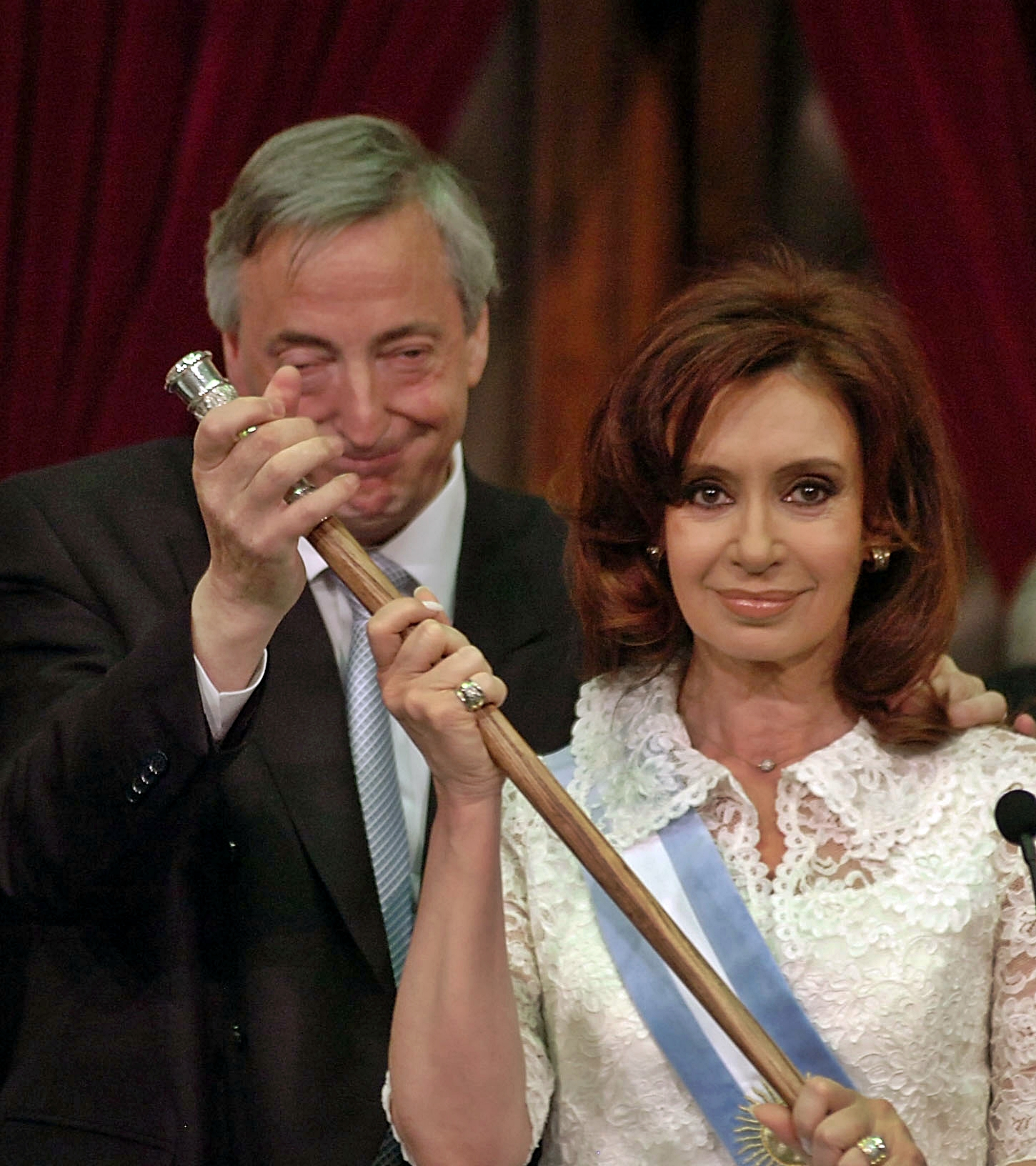
Néstor Kirchner com a sua sucessora e esposa, Cristina Fernández de Kirchner.

Kirchnerismo é um termo usado para se referir à filosofia política e aos simpatizantes do falecido Néstor Kirchner, presidente da Argentina de 2003 a 2007, e de sua esposa, Cristina Fernández de Kirchner, presidente do país de 2007 a 2015. Embora os Kirchners sejam membros do Partido Justicialista (o original, maior e oficial partido peronista, fundado por Juan Perón em 1947), o movimento peronista em si é amplo e muitos de seus membros se opõem aos kirchneristas.
Por outro lado, o kirchnerismo, apesar de originalmente ser uma divisão do Partido Justicialista, posteriormente recebeu o apoio de outros partidos políticos argentinos menores (como o Partido Comunista ou o Partido Humanista) e de parte de alguns dos partidos tradicionais (como a União Cívica Radical e o Partido Socialista). Em resposta à ascensão do kirchnerismo, o termo "anti-kirchnerismo" surgiu para descrever os setores e pessoas, mesmo que de dentro do peronismo, que se opõem aos governos de Néstor e Cristina Kirchner.

## Características
Tanto Néstor Kirchner quanto Cristina Fernández de Kirchner vêm da ala esquerdista do peronismo e ambos começaram suas carreiras políticas como membros da Juventude Peronista (Juventud Peronista). Muitos dos aliados mais próximos do casal Kirchner pertencem à esquerda peronista. Os anti-kirchneristas muitas vezes criticam este pano de fundo ideológico com o termo setentista, sugerindo que o movimento político é excessivamente influenciado pela luta populista da década de 1970.
- O kirchnerismo tem se mostrado preocupado com a defesa dos direitos humanos, particularmente ao processar aqueles que cometeram violações de direitos humanos durante a Guerra Suja e tornaram-se imunes à penalidades no governo de Carlos Menem (1989-1999). A disposição do governo Kirchner de revogar estas imunidades levou muitos organizações de direitos humanos argentinas, como as Mães da Praça de Maio e as Avós da Praça de Maio a tomar uma posição ativa entre os kirchneristas.[4] Isso levou a muitas controvérsias, alegando que os Kirchner nunca foram totalmente comprometidos com os direitos humanos, especialmente durante a última ditadura militar, e só quando Néstor Kirchner se tornou presidente e começou a fazer alianças com os partidos de esquerda do congresso e as Mães da Praça de Maio, que iniciou-se uma completa campanha sobre direitos humanos, para promover sua plataforma e ganhar a opinião pública.
- O kirchnerismo tem se mostrado expressamente oposto às políticas neoliberais.
- Economicamente, o kirchnerismo tem prosseguido com uma política econômica de desenvolvimentismo industrial.
- O kirchnerismo tem forte oposição aos acordos de livre comércio multilaterais e bilaterais prosseguidos pelos Estados Unidos. O clímax dessa política ocorreu com o confronto entre Kirchner e George W. Bush, durante a Cúpula das Américas de 2005, em Mar del Plata, que resultou na recusa da Argentina para assinar o acordo da ALCA.[5]
- Internacionalmente, o kirchnerismo tem apoiado fortemente o Mercosul e vice-versa, a ponto de o presidente do Mercosul, Carlos Álvarez, ser um kirchnerista.
- Uma das posições mais proeminentes do kirchnerismo é fortalecer as relações da Argentina com os países da América Latina e do Sul, para estabelecer um eixo econômico sul-americano com o Brasil.
- O kirchnerismo, em particular o ministro da saúde Ginés García, tem mostrado uma atitude marcadamente progressiva no controle de natalidade e sexualidade, o que provocou a oposição da Igreja Católica e de outros setores conservadores da sociedade argentina.[6]
- O kirchnerismo tem se mostrado preocupado com a educação. Em percentagem do PIB, o gasto em educação subiu de 3,64% em 2003 para 6,02% em 2010. Em termos absolutos, aumentou de 14,501 milhões de pesos em 2003 para 89,924 milhões pesos em 2010, um aumento de 520%.[7]

## Críticas
O movimento político kirchnerista, no entanto, tem encontrado oposição de vários setores da sociedade argentina, que criticam o personalismo e a falta de boa vontade em se construir um consenso com a oposição.